# Salix OS
Salix OS è una distribuzione Linux derivata da Slackware.

## Obiettivi
Salix OS garantisce piena retrocompatibilità con Slackware. Questo consente agli utenti Slackware di utilizzare i repository di Salix OS quale sorgente "extra" per l'installazione di software aggiuntivo. Se in Slackware il principio KISS si applica alla struttura del sistema, in Salix OS, questo concetto viene esteso e applicato all'esperienza utente con l'intento di essere un sistema semplice, veloce e facile da usare.

## Modalità di installazione
Fino al 2016 Salix OS veniva distribuita in diverse edizioni che mettevano a disposizione dell'utente un diverso ambiente grafico: MATE, Xfce, Fluxbox, OpenBox, KDE e Ratpoison. Con il rilascio di Salix 14.2 rimase solo la versione con Xfce su cui si basa attualmente la distribuzione.
L'installazione di Salix è basata su un'interfaccia semi-grafica a riga di comando semplice e facile da navigare. Una sorta di frontend del velocissimo gestore di pacchetti spkg. Su un PC moderno l'installazione "completa" richiede solo pochi minuti. Gli utenti che preferiscono un programma di installazione grafico possono invece optare per Salix Live.
Salix mette a disposizione tre modalità di installazione:
Core: dotazione software essenziale per la gestione del sistema in modalità testuale. Include tutti gli strumenti di sistema di Salix basati su ncurses ma nessun ambiente grafico. Questa modalità è pensata per utenti esperti che desiderano gestire il sistema in modalità testuale. E' adatta come installazione di base per un server web, un file server, ecc.
Basic: include tutto il software presente nella modalità "core" a cui aggiunge l'ambiente desktop Xfce o OpenBox, un browser web (Firefox con Xfce e Midori con Openbox), il gestore di pacchetti gslapt e le utilità di sistema grafiche di Salix. Questa modalità è adatta per gli utenti avanzati che desiderano installare un ambiente desktop leggero e selezionare manualmente tutte le applicazioni da  aggiungere.
Full: Questa modalità include tutto il software di cui un utente potrebbe aver bisogno nell'utilizzo quotidiano del sistema.  Oltre alle applicazioni presenti nella modalità "basic" vengono installati: il client mail Claws Mail, la suite LibreOffice, un Java Runtime Environment, il media player Parole, il software di riproduzione audio Exaile e altro ancora.
Tutte e tre le modalità mettono a disposizione un ambiente di sviluppo completo, quindi gli utenti non hanno bisogno di aggiungere nulla per iniziare a sviluppare e a compilare applicazioni.

## Gestione dei pacchetti
Uno degli obiettivi di Salix OS è quello di garantire piena compatibilità  dei pacchetti con Slackware. Salix OS utilizza il gestore di pacchetti slapt-get che fornisce funzionalità molto simili ad apt-get. Utilizza il formato .tgz/.txz di Slackware al quale aggiunge la gestione della risoluzione delle dipendenze. Il sistema utilizza meta file (file .dep) che forniscono le informazioni sulle dipendenze del pacchetto e la sua descrizione. Gslapt è il frontend grafico di slapt-get.

## Gestione del sistema
La gestione del sistema in Salix OS può essere fatta nelle stesse modalità di Slackware. Per gli utenti meno esperti vengono però messi a disposizione i Salix Tool dei tool grafici, con relativa controparte in ncurses, che semplificano ulteriormente la gestione del sistema.

## Versione LiveCD
Salix Live è la versione Live CD di Salix OS. Questa versione può essere avviata per testare Salix OS, verificare la compatibilità del proprio hardware e capire se la distribuzione fa al caso nostro. Il tutto senza bisogno di installare nulla sulla macchina.
Salix Live mette a disposizione un'installer grafico in grado di gestire tutte e tre le modalità di installazione di Salix. 
Tra i tool messi a disposizione in Salix Live c'è LiveClone, un'utility che permette di clonare i sistemi Live attraverso una comoda interfaccia grafica. Questo tool semplifica notevolmente la creazione di LiveCD o LiveUSB basati su Salix Live.
Un utilizzo alternativo di questa distribuzione è quello orientato alla diagnostica ed al recupero dati da sistemi, alla risoluzione di problemi che possono affliggere il bootloader LILO piuttosto che per la ripartizione dei dischi.
Salix Live è disponibile sia per sistemi a 32 che a 64 bit.

## Storia
Salix OS è un progetto partito nel 2009 da alcuni ex sviluppatori Zenwalk tra cui George Vlahavas, Pierrick Le Brun, Thorsten Mühlfelder e altri, che volevano creare una distribuzione pienamente compatibile con Slackware ma più semplice da configurare e gestire